# Charles Jewtraw
Charles Jewtraw (Clinton County (New York), 5 mei 1900 - Palm Beach (Florida), 26 januari 1996) was een Amerikaans langebaanschaatser.
Charles Jewtraw was de eerste Olympische kampioen bij het schaatsen. Hij won op de Winterspelen van 1924, welke in Chamonix plaatsvonden, de gouden medaille op de 500 meter. Omdat dit de eerste wedstrijd op deze Winterspelen was, werd hij ook de eerste olympisch kampioen bij de Olympische Winterspelen.
De Olympische Spelen van Chamonix waren het enige internationale toernooi waar Jewtraw aan meedeed. Hij beëindigde zijn sportcarrière na de spelen en werd vertegenwoordiger voor een bedrijf in sportartikelen.

## Resultaten
| jaar | Olympische Spelen           |
| ---- | --------------------------- |
| 1924 | 500m · 8e 1500m · 13e 5000m |

1924: Charles Jewtraw ·
1928: Clas Thunberg/Bernt Evensen ·
1932: Jack Shea ·
1936: Ivar Ballangrud ·
1948: Finn Helgesen ·
1952: Ken Henry ·
1956: Jevgeni Grisjin ·
1960: Jevgeni Grisjin ·
1964: Richard McDermott ·
1968: Erhard Keller ·
1972: Erhard Keller ·
1976: Jevgeni Koelikov ·
1980: Eric Heiden ·
1984: Sergej Fokitsjev ·
1988: Uwe-Jens Mey ·
1992: Uwe-Jens Mey ·
1994: Aleksandr Goloebev ·
1998: Hiroyasu Shimizu ·
2002: Casey FitzRandolph ·
2006: Joey Cheek ·
2010: Mo Tae-bum ·
2014: Michel Mulder ·
2018: Håvard Holmefjord Lorentzen ·
2022: Gao Tingyu
- Bibliothèque nationale de France: cb16671899t (data)
- International Standard Name Identifier: 0000 0004 5099 1295
- Virtual International Authority File: 316737997